# Licinio
Publio Flavio Galerio Valerio Liciniano Licinio (in latino Publius Flavius Galerius Valerius Licinianus Licinius), detto anche Giovio Licinio (in latino Iovius Licinius; 265 circa – Tessalonica, 325) è stato un imperatore e militare romano dal 308 al 324.

## Biografia

### Origini e ascesa al trono
Licinio nacque in Moesia da una famiglia di umili contadini daci, probabilmente attorno al 265. Fu commilitone e amico di vecchia data di Galerio, sotto il quale servì durante la campagna persiana.
Nel 307 fu inviato come ambasciatore di Galerio, assieme a Pompeo Probo, presso Massenzio, dopo che questi si era fatto proclamare imperatore dalle proprie truppe il 28 ottobre 306, interrompendo il principio della tetrarchia, per poi resistere alle campagne condotte per deporlo da Flavio Valerio Severo (fine 306-inizi 307) e Galerio (estate 307). L'ambasciata non sortì però effetti.
Morto Severo, in occasione del convegno di Carnunto, tenutosi nell'ottobre/novembre 308, fu deciso che Galerio elevasse Licinio al rango di augusto, cosa che avvenne l'11 novembre 308; oltre al titolo, Licinio ricevette anche il comando delle province dell'Illirico, Tracia e Pannonia.

### Regno
Licinio iniziò il proprio regno come tetrarca, con Galerio come augusto collega, mentre Costantino I e Massimino Daia ricoprivano il ruolo di cesare, rispettivamente in Occidente e Oriente; al di fuori di questo quadro però si trovavano Massenzio, che deteneva effettivamente il potere su parte dell'Occidente, e suo padre Massimiano, che aveva abdicato, ma sperava di riottenere il potere che aveva perduto.
Alla morte di Galerio, nel maggio del 311, dalla Pannonia Licinio contende la parte orientale dell'impero con Massimino Daia, definendo come confine l'Ellesponto e il Bosforo. 

### L'accordo con Costantino nel 313
Nel febbraio del 313 Licinio si reca a Milano, per incontrare Costantino I, divenuto l'unico imperatore della parte occidentale dopo aver sconfitto Massenzio: i due stringono un'alleanza, rafforzata dal matrimonio di Licinio con la sorellastra di Costantino, Costanza (da cui ebbe nel 315 il figlio Valerio Liciniano Licinio), e promulgarono assieme l'Editto di Milano.
L'alleanza tra Licinio e Costantino escludeva il "Cesare" Massimino Daia, che si fece proclamare unico imperatore dalle truppe e mosse dalla Siria verso occidente, conquistando Bisanzio: Licinio lo affrontò e sconfisse nella battaglia di Tzirallum il 30 aprile 313.
Divenuto unico signore della parte orientale dell'impero, si rese colpevole della purga che colpì le famiglie dei tetrarchi: per suo ordine vennero uccisi Candidiano, figlio di Galerio, Severiano, figlio di Flavio Severo, il figlio e la figlia di Massimino, di otto e sette anni, ed anche Prisca e Galeria Valeria, rispettivamente moglie e figlia di Diocleziano.
Dichiaratosi cristiano per mossa politica sin dal periodo della sua rivalità con Massimino Daia, cominciò progressivamente ad inimicarsi i seguaci di quella religione, adottando politiche insensatamente ostili a questi, ritenendo, probabilmente non in maniera del tutto infondata, che costoro appoggiassero il suo rivale Costantino. Avviò pertanto una serie di attività persecutorie nei confronti dei cristiani, che lo abbandonarono nella fase decisiva del suo conflitto con Costantino.

### Il primo scontro con Costantino
Nel 316 Costantino e Licinio rompono gli accordi e si scontrano in una nuova guerra civile: il casus belli non è chiaro: forse uno sconfinamento delle truppe di Costantino nelle province orientali, forse la nomina di Licinio a collega di Aurelio Valerio Valente, che di fatto mostrava come Licinio non considerasse più Costantino il legittimo signore d'occidente. Costantino vinse però Licinio nella battaglia di Mardia e, con la pace firmata il 1º marzo 317 lo costrinse a cedergli l'Illiria e a condannare a morte Valente.

### Il secondo scontro con Costantino
La pace del 317 durò sette anni: nel 324, scontratosi una prima volta in Mesia ad Adrianopoli con Costantino, Licinio non riuscì ad approfittare della sua netta superiorità numerica, venendo di lì a poco sconfitto da Crispo in una battaglia navale nell'Ellesponto. Perse le sue migliori unità di soldati, reclutò schiavi e contadini delle terre bitiniche, con i quali ingaggiò un'ultima, disperata battaglia contro le truppe veterane di Costantino (la cosiddetta battaglia di Crisopoli, svoltasi presso l'odierna Scutari), venendo disastrosamente sconfitto. 

### La morte
Sconfitto e tratto prigioniero dinanzi a Costantino venne graziato da questi, grazie alla mediazione della moglie Costanza, sorellastra di Costantino. Licinio fu invitato a ritirarsi a vivere come privato cittadino a Tessalonica, mentre la moglie Costanza e il figlio Valerio Liciniano Licinio rimasero a corte, dove  Liciniano diverrà "Cesare" con incarichi pari ai figli di Costantino. 
L'anno seguente, però, Licinio fu giustiziato da Costantino, per il sospetto che stesse organizzando un complotto per prendere il potere, con l'aiuto di tribù barbare danubiane (325).